# Moto Feno
Moto Feno ist ein Intermezzo des Komponisten Henry Norris, das 1919 in Leipzig beim Musikverlag Schuberth & Co. publiziert wurde. Es erschien in Notenausgaben für Orchester, Salonorchester und Klavier solo.

## Tondokumente
- Moto Feno (Gliederpuppe), Twostep (Norris): Orchester. Gramophone 13 685 / 3-940.975 (Matr. 433 ar)[2]
- Moto-Feno (Die Gliederpuppe), Twostep (Henry Norris): Orchester. Beka 30378, aufgen. 23. Oktober 1919[3]